# Фјодор Абрамов
Фјодор Александрович Абрамов (рус. Фёдор Алекса́ндрович Абра́мов; Веркола, 29. фебруар 1920 — Лењинград, 14. мај 1983) био је руски романописац и књижевни критичар. Његов рад се фокусирао на тешке животе руске сељачке класе. Често је био укорен због одступања од совјетске политике у писању.

## Биографија
Абрамов је био сељачког порекла. Студирао је на Лењинградском државном универзитету, али је обуставио школовање да би служио као војник у Другом светском рату. Године 1951. завршио је школовање на универзитету, а затим остао као наставник до 1960. године. Након што је напустио универзитет, постао је писац.
Савез писаца и Централни комитет осудили су његов есеј, написан 1954. „Људи у колхозном селу у послератној прози“, који се бавио величаним приказом живота у комунистичким совјетским селима. У каснијем есеју, Абрамов се залагао за укидање закона који је ускраћивао интерне пасоше сељака; такође је препоручио да се сељаштву дају већи удели у добити од њиховог рада. Овај есеј је довео до његовог уклањања из редакције часописа Нева.
Његов први роман под насловом „Браћа и сестре” написан је 1958. У њему се бавио суровим животом сељана северне Русије током Другог светског рата. Абрамов је написао два наставка „Браће и сестара“ под насловом „Две зиме и три лета“, написаног 1968. године, и „Путеви и раскршћа“, написаног 1973. године. Написао је и четврти роман 1978. под називом "Кућа"
Абрамов је започео још један роман, „Чистаја књига“, али га није завршио пре смрти у мају 1983. године.
Астероид 3409 Абрамов, који је открио совјетски астроном Николај Черних 1977. године, назван је по њему.

## Енглески преводи
- The Dodgers, Flegon Press у сарадњи са Ентонијем Блондом, 1963.
- Нови живот: Дан на колективној фарми, Grove Press, 1963. (Алтернативни превод The Dodgers)
- Две зиме и три лета, Harcourt Brace Jovanovich, 1984.
- Пролетели лабудови и друге приче, Издавачи Радуга, 1986.
- „Олешина колиба“ у Барсуковом троуглу, Двобојна плавуша и друге приче, Ардис, 1984.

## Романи
- Браћа и сестре, 1958.
- Две зиме и три лета, 1968.
- Путеви и раскрснице, 1973.
- Кућа, 1978.
- Чиста књига, недовршено